# Ґреґ Браун
Ґреґ Браун (англ. Greg Braun; нар. ) — колишній австралійський тенісист.
Найвищу одиночну позицію світового рейтингу — 269 місце досяг 12 липня 1978 року.
Найвищим досягненням на турнірах Великого шолома було 2 коло в парному та змішаному парному розрядах.

## Фінали ATP Челленджер

### Парний розряд: 2 (0–2)
| Результат | Ранг | Дата     | Турнір            | Покриття | Партнер        | Суперники                  | Рахунок       |
| --------- | ---- | -------- | ----------------- | -------- | -------------- | -------------------------- | ------------- |
| Поразка   | 1.   | Січ 1978 | Гобарт, Австралія | Тверде   | Пітер Кемпбелл | Кріс Кехел Джон Маркс      | 1–6, 4–6      |
| Поразка   | 2.   | Лип 1978 | Гілтон-Гед, США   | Ґрунт    | Пол Кронк      | Кевін Каррен Пітер Реннерт | 3–6, 6–4, 2–6 |